# Korjački jezik
Korjački jezik (nimilanski jezik; ISO 639-3: kpy), čukotsko-kamčatski jezik uže korjačko-alutorske skupine, kojim govori oko 3 500 (1997 M. Krauss) od 8 743 etničkih Korjaka ili Nimilana (2002 popis) u Korjačkom nacionalnom distriktu na poluotoku Kamčatka, Rusija.
Korjački ima nekoliko dijalekata: čavčuvenskij, apokinskij (apukin), kamenskij (kamen), xatyrskij, paren, itkan, gin. Pripadnici etničke grupe dijele se na Čavčuvence, uzgajivače sobova, dok svi ostali nazivaju Nimilani. Uči se u školama; u upotrebi i ruski [rus].

## Vanjske poveznice
- Ethnologue (14th)
- Ethnologue (15th)